# Monnina woytkowskii
Monnina woytkowskii är en jungfrulinsväxtart som beskrevs av Ramón Alejandro Ferreyra. Monnina woytkowskii ingår i släktet Monnina och familjen jungfrulinsväxter. Inga underarter finns listade i Catalogue of Life.